# Skool Luv Affair
Skool Luv Affair – drugi minialbum południowokoreańskiej grupy BTS, wydany 12 lutego 2014 roku. Album składa się z dziesięciu utworów, głównym singlem jest „Boy In Luv”. Grupa później promowała też singel „Haruman” (kor. 하루만), kolejny utwór z minialbumu. Sprzedał się w nakładzie 203 325 egzemplarzy w Korei Południowej (stan na grudzień 2017 r.).
18 marca 2015 roku płyta została wydana ponownie w Japonii przez Pony Canyon, znalazły się na niej japońskie wersje utworów z koreańskiego wydawnictwa. Osiągnął 92 pozycję w rankingu Oricon.
Minialbum został wydany ponownie 14 maja 2014 roku pod tytułem Skool Luv Affair Special Addition, z dodatkowymi utworami: „Sangnamja (Boy In Luv)” oraz „Miss Right”, który był głównym utworem albumu. Sprzedał się w nakładzie 14 852 egzemplarzy w Korei Południowej (stan na grudzień 2014 r.). Pierwotnie wydany jako edycja limitowana, album ten został później wydany ponownie 13 października 2020 roku ze względu na jego popularność wśród fanów.

## Lista utworów

### Skool Luv Affair
| Nr  | Tytuł                                               | Słowa i kompozycja                                              | Produkcja                | Czas |
| --- | --------------------------------------------------- | --------------------------------------------------------------- | ------------------------ | ---- |
| 1.  | "Intro: Skool Luv Affair"                           | Pdogg, Slow Rabbit, Rap Monster, Suga, J-Hope                   | Pdogg                    | 2:58 |
| 2.  | "Sangnamja (Boy In Luv)" (kor. 상남자 (Boy In Luv)) | Pdogg, "Hitman" Bang, Rap Monster, Suga, Supreme Boi            | Pdogg                    | 3:50 |
| 3.  | "Skit: Soulmate"                                    |                                                                 | Pdogg                    | 1:32 |
| 4.  | "Eodieseo wassneunji" (kor. 어디에서 왔는지)        | Cream, Rap Monster, Suga, J-Hope                                | Layback Sound            | 4:00 |
| 5.  | "Haruman" (kor. 하루만)                             | Pdogg, Rap Monster, Suga, J-Hope                                | Pdogg                    | 4:00 |
| 6.  | "Tomorrow"                                          | Suga, Slow Rabbit, Rap Monster, J-Hope                          | Suga, Slow Rabbit        | 4:22 |
| 7.  | "BTS Cypher Pt. 2: Triptych"                        | Supreme Boi, Rap Monster, Suga, J-Hope                          | Supreme Boi              | 4:48 |
| 8.  | "Deung-gol beuleikeo" (kor. 등골브레이커)           | Pdogg, OWO, Rap Monster, Suga, J-Hope, Slow Rabbit, Supreme Boi | Pdogg, OWO               | 3:59 |
| 9.  | "Jump"                                              | Suga, Pdogg, Supreme Boi, Rap Monster, J-Hhope                  | Suga, Pdogg, Supreme Boi | 3:57 |
| 10. | "Outro: Propose"                                    | Slow Rabbit, Pdogg, Jin                                         | Slow Rabbit              | 2:03 |

### Skool Luv Affair Special Addition
| Nr  | Tytuł                                                     | Słowa i kompozycja                                              | Produkcja                 | Czas |
| --- | --------------------------------------------------------- | --------------------------------------------------------------- | ------------------------- | ---- |
| 1.  | "Miss Right"                                              |                                                                 | Rap Monster, SUGA, J-Hope | 4:01 |
| 2.  | "Joh-ayo (Slow Jam Remix)" (kor. 좋아요 (Slow Jam Remix)) | Slow Rabbit, Rap Monster, Suga, J-Hope                          | Slow Rabbit               | 3:52 |
| 3.  | "Intro: Skool Luv Affair"                                 | Pdogg, Slow Rabbit, Rap Monster, Suga, J-Hope                   | Pdogg                     | 2:58 |
| 4.  | "Sang-namja (Boy In Luv)" (kor. 상남자 (Boy In Luv))      | Pdogg, "Hitman" Bang, Rap Monster, Suga, Supreme Boi            | Pdogg                     | 3:50 |
| 5.  | "Skit: Soulmate"                                          |                                                                 | Pdogg                     | 1:32 |
| 6.  | "Eodieseo wassneunji" (kor. 어디에서 왔는지)              | CREAM, Hangyeol, Rap Monster, Suga, J-Hope                      | Layback Sound             | 4:00 |
| 7.  | "Haruman" (kor. 하루만)                                   | Pdogg, Rap Monster, Suga, J-Hope                                | Pdogg                     | 3:59 |
| 8.  | "Tomorrow"                                                | SUGA, Slow Rabbit, Rap Monster, Suga                            | Suga, Slow Rabbit         | 4:21 |
| 9.  | "BTS Cypher ParT.2: Triptych"                             | Supreme Boi, Rap Monster, Suga, J-Hope, Slow Rabbit             | Supreme Boi               | 4:48 |
| 10. | "Deung-gol beuleikeo" (kor. 등골브레이커)                 | Pdogg, OWO, Rap Monster, Suga, J-Hope, Slow Rabbit, Supreme Boi | Pdogg, OWO                | 3:58 |
| 11. | "Jump"                                                    | SUGA, Pdogg, Supreme Boi, Rap Monster, J-hope                   | Suga, Pdogg, Supreme Boi  | 3:56 |
| 12. | "Outro: Propose"                                          | Slow Rabbit, Pdogg, Jin                                         | Slow Rabbit               | 2:02 |

## Notowania
| Lista                          | Najwyższa pozycja |
| ------------------------------ | ----------------- |
| Gaon Weekly Album Chart        | 3                 |
| Gaon Monthly Album Chart       | 6                 |
| Gaon Yearly Album Chart (2014) | 20                |
| Gaon Yearly Album Chart (2015) | 65                |

| Lista                          | Najwyższa pozycja |
| ------------------------------ | ----------------- |
| Gaon Weekly Album Chart        | 1                 |
| Gaon Monthly Album Chart       | 7                 |
| Gaon Yearly Album Chart (2014) | 98                |